# Meranges
Meranges è un comune spagnolo di 79 abitanti situato nella comunità autonoma della Catalogna. Fa parte della regione storica nota come Cerdagna.